# أنابل هرنانديز
أنابل هرنانديز (بالإسبانية: Anabel Hernández)‏ هي كاتِبة وصحفية مكسيكية، ولدت في 1971 في المكسيك.

## وصلات خارجية
- أنابل هرنانديز على موقع IMDb (الإنجليزية)
- أنابل هرنانديز على موقع قاعدة بيانات الفيلم (الإنجليزية)